# Pablo Palacios
Pablo Palacios (5 de fevereiro de 1982) é um futebolista equatoriano. Atualmante joga pelo Barcelona Sporting Club. 

## Carreira
- 2004-2006: Aucas
- 2007: Deportivo Quito
- 2008-2009: Barcelona Sporting Club